# 8 Ore di Portimão 2021
La 8 Ore di Portimão 2021 è stata un evento di corse automobilistiche di durata che si è tenuto presso l' Algarve International Circuit, Algarve, Portogallo, il 13 giugno 2021. È stato il secondo round del FIA World Endurance Championship 2021 ed è stata la prima edizione dell'evento come parte del campionato. La gara ha segnato il debutto della vettura Glickenhaus Racing chiamata 007 LMH . La gara era stata originariamente programmata per essere il round di apertura del campionato, in sostituzione della gara al Sebring International Raceway in Florida a causa di problemi di viaggio relativi alla pandemia di COVID-19 . La gara è stata successivamente rinviata dalla data originale del 4 aprile a causa delle norme di quarantena in Portogallo, diventando la seconda gara in calendario e il campionato è iniziato a Spa. La gara è stata vinta dalla Toyota GR010 Hybrid di Sebastien Buemi, Kazuki Nakajima e Brendon Hartley .

## Qualifiche

### Risultati
Le pole position in ogni classe sono contrassegnate in grassetto .
|    | Classe    | No. | Team                      | Tempo medio | Distanza | Pos. |
| -- | --------- | --- | ------------------------- | ----------- | -------- | ---- |
| 1  | Hypercar  | 36  | Alpine Elf Matmut         | 1:30.364    | -        | 1    |
| 2  | Hypercar  | 8   | Toyota Gazoo Racing       | 1:30.458    | +0.094   | 2    |
| 3  | Hypercar  | 7   | Toyota Gazoo Racing       | 1:30.540    | +0.176   | 3    |
| 4  | LMP2      | 28  | JOTA                      | 1:31.210    | +0.846   | 4    |
| 5  | LMP2      | 38  | JOTA                      | 1:31.255    | +0.891   | 5    |
| 6  | LMP2      | 29  | Racing Team Nederland     | 1:31.545    | +1.181   | 6    |
| 7  | LMP2      | 22  | United Autosports USA     | 1:31.598    | +1.234   | 7    |
| 8  | LMP2      | 31  | Team WRT                  | 1:31.648    | +1.284   | 8    |
| 9  | LMP2      | 34  | Inter Europol Competition | 1:31.737    | +1.373   | 9    |
| 10 | LMP2      | 70  | Realteam Racing           | 1:31.854    | +1.490   | 10   |
| 11 | Hypercar  | 709 | Glickenhaus Racing        | 1:32.167    | +1.803   | 11   |
| 12 | LMP2      | 21  | DragonSpeed USA           | 1:32.526    | +2.162   | 12   |
| 13 | LMP2      | 20  | High Class Racing         | 1:32.626    | +2.262   | 13   |
| 14 | LMP2      | 1   | Richard Mille Racing Team | 1:32.748    | +2.384   | 14   |
| 15 | LMP2      | 44  | ARC Bratislava            | 1:34.224    | +3.860   | 15   |
| 16 | LMGTE Pro | 92  | Porsche GT Team           | 1:37.986    | +7.622   | 16   |
| 17 | LMGTE Pro | 51  | AF Corse                  | 1:38.359    | +7.995   | 17   |
| 18 | LMGTE Pro | 91  | Porsche GT Team           | 1:38.389    | +8.025   | 18   |
| 19 | LMGTE Pro | 52  | No. 52 AF Corse           | 1:38.743    | +8.379   | 19   |
| 20 | LMGTE Am  | 56  | Team Project 1            | 1:40.191    | +9.827   | 20   |
| 21 | LMGTE Am  | 77  | Dempsey-Proton Racing     | 1:40.236    | +9.872   | 21   |
| 22 | LMGTE Am  | 47  | Cetilar Racing            | 1:40.885    | +10.521  | 22   |
| 23 | LMGTE Am  | 54  | AF Corse                  | 1:41.001    | +10.637  | 23   |
| 24 | LMGTE Am  | 85  | Iron Lynx                 | 1:41.085    | +10.721  | 24   |
| 25 | LMGTE Am  | 83  | AF Corse                  | 1:41.141    | +10.777  | 25   |
| 26 | LMGTE Am  | 57  | Kessel Racing             | 1:41.276    | +10.912  | 26   |
| 27 | LMGTE Am  | 98  | Aston Martin Racing       | 1:41.366    | +11.002  | 27   |
| 28 | LMGTE Am  | 777 | D'station Racing          | 1:41.499    | +11.135  | 28   |
| 29 | LMGTE Am  | 86  | GR Racing                 | 1:41.604    | +11.240  | 29   |
| 30 | LMGTE Am  | 33  | TF Sport                  | 1:41.993    | +11.629  | 30   |
| 31 | LMGTE Am  | 60  | Iron Lynx                 | 1:42.521    | +12.157  | 31   |
| 32 | LMGTE Am  | 88  | Dempsey-Proton Racing     | 1:43.374    | +13.010  | 32   |

## Gara

### Risultati
Il numero minimo di giri per classificarsi (70% della distanza di gara complessiva dell'auto vincitrice) era di 210 giri. I vincitori di classe sono indicati in grassetto.
|        | Class         | No. | Team                      | Piloti                                                   | Chassis                       | Pneumatici | Giri | Tempo/ritiro |
| Motore | Class         | No. | Team                      | Piloti                                                   |                               | Pneumatici | Giri | Tempo/ritiro |
| ------ | ------------- | --- | ------------------------- | -------------------------------------------------------- | ----------------------------- | ---------- | ---- | ------------ |
| 1      | Hypercar      | 8   | Toyota Gazoo Racing       | Sébastien Buemi Kazuki Nakajima Brendon Hartley          | Toyota GR010 Hybrid           | M          | 300  | 8:00:15.414  |
| 1      | Hypercar      | 8   | Toyota Gazoo Racing       | Sébastien Buemi Kazuki Nakajima Brendon Hartley          | Toyota 3.5 L Turbo V6         | M          | 300  | 8:00:15.414  |
| 2      | Hypercar      | 7   | Toyota Gazoo Racing       | Mike Conway Kamui Kobayashi José María López             | Toyota GR010 Hybrid           | M          | 300  | +1.800       |
| 2      | Hypercar      | 7   | Toyota Gazoo Racing       | Mike Conway Kamui Kobayashi José María López             | Toyota 3.5 L Turbo V6         | M          | 300  | +1.800       |
| 3      | Hypercar      | 36  | Alpine Elf Matmut         | André Negrão Nicolas Lapierre Matthieu Vaxivière         | Alpine A480                   | M          | 300  | +1:08.597    |
| 3      | Hypercar      | 36  | Alpine Elf Matmut         | André Negrão Nicolas Lapierre Matthieu Vaxivière         | Gibson GL458 4.5 L V8         | M          | 300  | +1:08.597    |
| 4      | LMP2          | 38  | JOTA                      | Roberto González António Félix da Costa Anthony Davidson | Oreca 07                      | G          | 296  | +4 giri      |
| 4      | LMP2          | 38  | JOTA                      | Roberto González António Félix da Costa Anthony Davidson | Gibson GK428 4.2 L V8         | G          | 296  | +4 giri      |
| 5      | LMP2          | 28  | JOTA                      | Sean Gelael Stoffel Vandoorne Tom Blomqvist              | Oreca 07                      | G          | 296  | +4 giri      |
| 5      | LMP2          | 28  | JOTA                      | Sean Gelael Stoffel Vandoorne Tom Blomqvist              | Gibson GK428 4.2 L V8         | G          | 296  | +4 giri      |
| 6      | LMP2          | 22  | United Autosports USA     | Philip Hanson Wayne Boyd Paul di Resta                   | Oreca 07                      | G          | 295  | +5 giri      |
| 6      | LMP2          | 22  | United Autosports USA     | Philip Hanson Wayne Boyd Paul di Resta                   | Gibson GK428 4.2 L V8         | G          | 295  | +5 giri      |
| 7      | LMP2          | 31  | Team WRT                  | Robin Frijns Ferdinand Habsburg Charles Milesi           | Oreca 07                      | G          | 295  | +5 giri      |
| 7      | LMP2          | 31  | Team WRT                  | Robin Frijns Ferdinand Habsburg Charles Milesi           | Gibson GK428 4.2 L V8         | G          | 295  | +5 giri      |
| 8      | LMP2          | 34  | Inter Europol Competition | Jakub Śmiechowski Louis Delétraz Alex Brundle            | Oreca 07                      | G          | 293  | +7 giri      |
| 8      | LMP2          | 34  | Inter Europol Competition | Jakub Śmiechowski Louis Delétraz Alex Brundle            | Gibson GK428 4.2 L V8         | G          | 293  | +7 giri      |
| 9      | LMP2          | 1   | Richard Mille Racing Team | Tatiana Calderón Sophia Flörsch Beitske Visser           | Oreca 07                      | G          | 290  | +10 giri     |
| 9      | LMP2          | 1   | Richard Mille Racing Team | Tatiana Calderón Sophia Flörsch Beitske Visser           | Gibson GK428 4.2 L V8         | G          | 290  | +10 giri     |
| 10     | LMP2 (Pro-Am) | 70  | Realteam Racing           | Esteban García Mathias Beche Norman Nato                 | Oreca 07                      | G          | 290  | +10 giri     |
| 10     | LMP2 (Pro-Am) | 70  | Realteam Racing           | Esteban García Mathias Beche Norman Nato                 | Gibson GK428 4.2 L V8         | G          | 290  | +10 giri     |
| 11     | LMP2 (Pro-Am) | 21  | DragonSpeed USA           | Henrik Hedman Juan Pablo Montoya Ben Hanley              | Oreca 07                      | G          | 288  | +12 giri     |
| 11     | LMP2 (Pro-Am) | 21  | DragonSpeed USA           | Henrik Hedman Juan Pablo Montoya Ben Hanley              | Gibson GK428 4.2 L V8         | G          | 288  | +12 giri     |
| 12     | LMP2 (Pro-Am) | 20  | High Class Racing         | Jan Magnussen Anders Fjordbach Dennis Andersen           | Oreca 07                      | G          | 285  | +15 giri     |
| 12     | LMP2 (Pro-Am) | 20  | High Class Racing         | Jan Magnussen Anders Fjordbach Dennis Andersen           | Gibson GK428 4.2 L V8         | G          | 285  | +15 giri     |
| 13     | LMP2 (Pro-Am) | 29  | Racing Team Nederland     | Frits van Eerd [nl] Giedo van der Garde Job van Uitert   | Oreca 07                      | G          | 280  | +20 giri     |
| 13     | LMP2 (Pro-Am) | 29  | Racing Team Nederland     | Frits van Eerd [nl] Giedo van der Garde Job van Uitert   | Gibson GK428 4.2 L V8         | G          | 280  | +20 giri     |
| 14     | LMGTE Pro     | 51  | AF Corse                  | Alessandro Pier Guidi James Calado                       | Ferrari 488 GTE Evo           | M          | 279  | +21 giri     |
| 14     | LMGTE Pro     | 51  | AF Corse                  | Alessandro Pier Guidi James Calado                       | Ferrari F154CB 3.9 L Turbo V8 | M          | 279  | +21 giri     |
| 15     | LMGTE Pro     | 52  | AF Corse                  | Daniel Serra Miguel Molina                               | Ferrari 488 GTE Evo           | M          | 279  | +21 giri     |
| 15     | LMGTE Pro     | 52  | AF Corse                  | Daniel Serra Miguel Molina                               | Ferrari F154CB 3.9 L Turbo V8 | M          | 279  | +21 giri     |
| 16     | LMGTE Pro     | 92  | Porsche GT Team           | Kévin Estre Neel Jani Michael Christensen                | Porsche 911 RSR-19            | M          | 279  | +21 giri     |
| 16     | LMGTE Pro     | 92  | Porsche GT Team           | Kévin Estre Neel Jani Michael Christensen                | Porsche 4.2 L Flat-6          | M          | 279  | +21 giri     |
| 17     | LMGTE Pro     | 91  | Porsche GT Team           | Gianmaria Bruni Richard Lietz Frédéric Makowiecki        | Porsche 911 RSR-19            | M          | 278  | +22 giri     |
| 17     | LMGTE Pro     | 91  | Porsche GT Team           | Gianmaria Bruni Richard Lietz Frédéric Makowiecki        | Porsche 4.2 L Flat-6          | M          | 278  | +22 giri     |
| 18     | LMGTE Am      | 47  | Cetilar Racing            | Roberto Lacorte Giorgio Sernagiotto Antonio Fuoco        | Ferrari 488 GTE Evo           | M          | 274  | +26 giri     |
| 18     | LMGTE Am      | 47  | Cetilar Racing            | Roberto Lacorte Giorgio Sernagiotto Antonio Fuoco        | Ferrari F154CB 3.9 L Turbo V8 | M          | 274  | +26 giri     |
| 19     | LMGTE Am      | 56  | Team Project 1            | Matteo Cairoli Egidio Perfetti Riccardo Pera             | Porsche 911 RSR-19            | M          | 274  | +26 giri     |
| 19     | LMGTE Am      | 56  | Team Project 1            | Matteo Cairoli Egidio Perfetti Riccardo Pera             | Porsche 4.2 L Flat-6          | M          | 274  | +26 giri     |
| 20     | LMGTE Am      | 54  | AF Corse                  | Thomas Flohr Francesco Castellacci Giancarlo Fisichella  | Ferrari 488 GTE Evo           | M          | 274  | +26 giri     |
| 20     | LMGTE Am      | 54  | AF Corse                  | Thomas Flohr Francesco Castellacci Giancarlo Fisichella  | Ferrari F154CB 3.9 L Turbo V8 | M          | 274  | +26 giri     |
| 21     | LMGTE Am      | 98  | Aston Martin Racing       | Paul Dalla Lana Augusto Farfus Marcos Gomes              | Aston Martin Vantage AMR      | M          | 274  | +26 giri     |
| 21     | LMGTE Am      | 98  | Aston Martin Racing       | Paul Dalla Lana Augusto Farfus Marcos Gomes              | Aston Martin 4.0 L Turbo V8   | M          | 274  | +26 giri     |
| 22     | LMGTE Am      | 57  | Kessel Racing             | Takeshi Kimura Mikkel Jensen Scott Andrews               | Ferrari 488 GTE Evo           | M          | 274  | +26 giri     |
| 22     | LMGTE Am      | 57  | Kessel Racing             | Takeshi Kimura Mikkel Jensen Scott Andrews               | Ferrari F154CB 3.9 L Turbo V8 | M          | 274  | +26 giri     |
| 23     | LMGTE Am      | 60  | Iron Lynx                 | Claudio Schiavoni Andrea Piccini Matteo Cressoni         | Ferrari 488 GTE Evo           | M          | 273  | +27 giri     |
| 23     | LMGTE Am      | 60  | Iron Lynx                 | Claudio Schiavoni Andrea Piccini Matteo Cressoni         | Ferrari F154CB 3.9 L Turbo V8 | M          | 273  | +27 giri     |
| 24     | LMGTE Am      | 85  | Iron Lynx                 | Rahel Frey Michelle Gatting Manuela Gostner              | Ferrari 488 GTE Evo           | M          | 273  | +27 giri     |
| 24     | LMGTE Am      | 85  | Iron Lynx                 | Rahel Frey Michelle Gatting Manuela Gostner              | Ferrari F154CB 3.9 L Turbo V8 | M          | 273  | +27 giri     |
| 25     | LMGTE Am      | 33  | TF Sport                  | Ben Keating Dylan Pereira Felipe Fraga                   | Aston Martin Vantage AMR      | M          | 272  | +28 giri     |
| 25     | LMGTE Am      | 33  | TF Sport                  | Ben Keating Dylan Pereira Felipe Fraga                   | Aston Martin 4.0 L Turbo V8   | M          | 272  | +28 giri     |
| 26     | LMGTE Am      | 86  | GR Racing                 | Michael Wainwright Ben Barker Tom Gamble                 | Porsche 911 RSR-19            | M          | 271  | +29 giri     |
| 26     | LMGTE Am      | 86  | GR Racing                 | Michael Wainwright Ben Barker Tom Gamble                 | Porsche 4.2 L Flat-6          | M          | 271  | +29 giri     |
| 27     | LMGTE Am      | 88  | Dempsey-Proton Racing     | Dominique Bastien Marco Seefried Julien Andlauer         | Porsche 911 RSR-19            | M          | 269  | +31 giri     |
| 27     | LMGTE Am      | 88  | Dempsey-Proton Racing     | Dominique Bastien Marco Seefried Julien Andlauer         | Porsche 4.2 L Flat-6          | M          | 269  | +31 giri     |
| 28     | LMGTE Am      | 83  | AF Corse                  | François Perrodo Nicklas Nielsen Alessio Rovera          | Ferrari 488 GTE Evo           | M          | 267  | +33 giri     |
| 28     | LMGTE Am      | 83  | AF Corse                  | François Perrodo Nicklas Nielsen Alessio Rovera          | Ferrari F154CB 3.9 L Turbo V8 | M          | 267  | +33 giri     |
| 29     | LMP2 (Pro-Am) | 44  | ARC Bratislava            | Miro Konôpka Oliver Webb Tom Jackson                     | Ligier JS P217                | G          | 261  | +39 giri     |
| 29     | LMP2 (Pro-Am) | 44  | ARC Bratislava            | Miro Konôpka Oliver Webb Tom Jackson                     | Gibson GK428 4.2 L V8         | G          | 261  | +39 giri     |
| 30     | Hypercar      | 709 | Glickenhaus Racing        | Ryan Briscoe Romain Dumas Richard Westbrook              | Glickenhaus 007 LMH           | M          | 246  | +54 giri     |
| 30     | Hypercar      | 709 | Glickenhaus Racing        | Ryan Briscoe Romain Dumas Richard Westbrook              | Glickenhaus 3.5 L Turbo V8    | M          | 246  | +54 giri     |
| DNF    | LMGTE Am      | 77  | Dempsey-Proton Racing     | Christian Ried Jaxon Evans Matt Campbell                 | Porsche 911 RSR-19            | M          | 88   | Ritirato     |
| DNF    | LMGTE Am      | 77  | Dempsey-Proton Racing     | Christian Ried Jaxon Evans Matt Campbell                 | Porsche 4.2 L Flat-6          | M          | 88   | Ritirato     |
| DNF    | LMGTE Am      | 777 | D'station Racing          | Satoshi Hoshino Tomonobu Fujii Andrew Watson             | Aston Martin Vantage AMR      | M          | 69   | Ritirato     |
| DNF    | LMGTE Am      | 777 | D'station Racing          | Satoshi Hoshino Tomonobu Fujii Andrew Watson             | Aston Martin 4.0 L Turbo V8   | M          | 69   | Ritirato     |

## Classifiche
2021 Hypercar World Endurance Drivers' Championship
| Pos. | +/– | Driver                                           | Points |
| ---- | --- | ------------------------------------------------ | ------ |
| 1    |     | Sébastien Buemi Kazuki Nakajima Brendon Hartley  | 63     |
| 2    | 1   | Mike Conway Kamui Kobayashi José María López     | 43     |
| 3    | 1   | Nicolas Lapierre André Negrão Matthieu Vaxivière | 42     |
| 4    | 1   | Ryan Briscoe Romain Dumas Richard Westbrook      | 18     |

2021 Hypercar World Endurance Championship
| Pos. | +/– | Team                | Points |
| ---- | --- | ------------------- | ------ |
| 1    |     | Toyota Gazoo Racing | 64     |
| 2    |     | Alpine Elf Matmut   | 42     |
| 3    |     | Glickenhaus Racing  | 1      |

- Nota : solo le prime cinque posizioni sono incluse per la classifica del Campionato Piloti.

2021 LMP2 World Endurance Drivers' Championship
| Pos. | +/– | Driver                                                   | Points |
| ---- | --- | -------------------------------------------------------- | ------ |
| 1    |     | Anthony Davidson António Félix da Costa Roberto González | 56     |
| 2    |     | Philip Hanson                                            | 49     |
| 3    |     | Sean Gelael Stoffel Vandoorne Tom Blomqvist              | 42     |
| 4    |     | Fabio Scherer Filipe Albuquerque                         | 26     |
| 5    |     | Alex Brundle Jakub Śmiechowski                           | 25     |

2021 LMP2 World Endurance Championship
| Pos. | +/– | Team                             | Points |
| ---- | --- | -------------------------------- | ------ |
| 1    |     | No. 38 JOTA                      | 56     |
| 2    |     | No. 22 United Autosports USA     | 49     |
| 3    |     | No. 28 JOTA                      | 43     |
| 4    |     | No. 34 Inter Europol Competition | 25     |
| 5    |     | No. 31 Team WRT                  | 19     |

- Nota : solo le prime cinque posizioni sono incluse per la classifica del Campionato Piloti.

2021 World Endurance GTE Drivers' Championship
| Pos. | +/– | Driver                             | Points |
| ---- | --- | ---------------------------------- | ------ |
| 1    | 1   | James Calado Alessandro Pier Guidi | 56     |
| 2    | 1   | Kévin Estre Neel Jani              | 50     |
| 3    |     | Miguel Molina Daniel Serra         | 42     |
| 4    |     | Gianmaria Bruni Richard Lietz      | 30     |
| 5    |     | Michael Christensen                | 24     |

2021 World Endurance GTE Manufacturers' Championship
| Pos. | +/– | Team    | Points |
| ---- | --- | ------- | ------ |
| 1    | 1   | Ferrari | 98     |
| 2    | 1   | Porsche | 80     |

- Nota : solo le prime cinque posizioni sono incluse per la classifica del Campionato Piloti.